# 교황 갈리스토 3세
교황 갈리스토 3세(라틴어: Callistus PP. III, 이탈리아어: Papa Callisto III, 1378년 12월 31일 ~ 1458년 8월 6일)는 제209대 교황(재위: 1455년 4월 8일 ~ 1458년 8월 6일)이다. 본명은 알폰소 데 보르하 오 보르자(스페인어: Alfonso de Borja o Borgia)이다. 스페인 태생으로는 최초의 교황이다.
친인척 등용주의 정책을 펼쳐 조카 두 명을 추기경에 서임하였는데 그중 한명이 훗날 교황 알렉산데르 6세(1492–1503)가 되었다. 잔 다르크에 대한 재심을 지시하였으며, 무혐의로 밝혀지자 그녀의 신원을 회복시켜 주었다. 포르투갈 왕국의 항해왕자 엔히크 휘하에 그리스도 기사단을 두는 것을 승인하였다.

## 어린 시절
1378년 12월 31일 오늘날의 스페인에 해당하는 발렌시아 왕국의 카날스 인근에서 도밍고 데 보르자와 프란치나 란조르의 아들로 태어났다. 당시 발렌시아 왕국은 아라곤 연합 왕국에 속해 있었다. 알폰소 보르자는 서방 교회의 분열 기간에는 한때 대립교황 베네딕토 13세를 지지하였으며, 1429년에는 대립교황 클레멘스 8세가 교황 마르티노 5세에게 굴복하도록 중용한 배후의 인물이기도 하였다. 마르티노 5세는 대립교황의 사임을 받아낸 공로를 높이 사 그를 발렌시아 주교좌의 교구장 주교로 서임하였다. 초창기에 알폰소 보르자는 레리다 대학교에서 수학한 후 그 대학교의 법학 교수가 되었고 바젤 공의회(1431–1439) 등에서 아라곤 군주의 사절로 활동하였다. 교황 에우제니오 4세는 아라곤의 알폰소 5세 국왕과 화해하는데 도움을 준 공로로 그를 추기경에 서임하였다.

## 교황
교황 니콜라오 5세의 선종 후 개최된 콘클라베에서 콜론나 가문과 오르시니 가문 어느 쪽에서도 교황을 배출할 수 없었기 때문에 두 세력 간의 타협으로 중립적인 인물이었던 알폰소 보르자가 새 교황으로 선출되었다. 1455년 매우 이른 나이에 베드로좌에 착좌한 그는 역사학자들 사이에서 유약하고 무능한 교황으로 취급당한다. 1456년 갈리스토 3세는 교황 칙서 《Inter Caetera》를 반포하였다(1493년 반포된 Inter Caetera와는 다르다). 이 칙서는 포르투갈 정부에 이교도를 물리칠 권한과 《Romanus Pontifex》와 《Dum Diversas)》 등 이전의 칙서들에서 확인된 무어인들의 노예 신분을 재차 확인해 준 동시에 아프리카인들을 노예화시키는 것에 대한 교황의 승인을 담고 있었다. 《Romanus Pontifex》는 또한 포르투갈 왕국의 항해왕자 엔히크 휘하에 그리스도 기사단을 두는 것을 승인해 주었다.
그런데 1456년 갈리스토 3세가 반포된 칙서 《Inter Caetera》는 1435년 그의 전임자인 에우제니오 4세가 반포한 칙서 《오래 전에》(Sicut Dudum)를 정면으로 거스르는 내용이었다. 왜냐하면 에우제니오 4세는 《오래 전에》(Sicut Dudum)에서 이교도들(흑인 노예들을 가리킴)도 하느님의 모상을 본따 창조된 인간이기 때문에 영혼을 가지고 있으며, 그 어떤 기독교 신자도 이들의 자유를 함부로 박탈할 권한이 없다고 천명하였기 때문이다.
갈리스토 3세는 1453년 5월 29일 콘스탄티노폴리스를 함락한 오스만 제국을 몰아내기 위한 십자군 모집을 호소하였지만, 여러 유럽 기독교 군주들의 지원을 얻지는 못하였다.
1456년 2월 20일 갈리스토 3세는 자신의 조카 두 명을 추기경에 서임하는 친인척 등용주의 정책을 펼쳤다. 첫 번째 조카는 로드리고 데 보르자로서 훗날 교황 알렉산데르 6세(1492–1503)로 등극하였다. 로드리고 데 보르자는 품행이 단정하지 못하고 부도덕한 인물로 악명이 높았다. 두 번째 조카는 루이스 줄리안 데 밀라이다.
갈리스토 3세는 모든 성당은 정오가 되면 기도하라는 신호로 타종을 지시하였다. 갈리스토 3세의 지시가 내려지면서 모든 성당은 정오가 되면 일제히 종을 쳤는데, 베오그라드 포위전 당시에는 전쟁의 종식을 알리는 신호로도 이용되었다. 베오그라드 포위전은 명장 야노슈 후냐디의 뛰어난 전략으로 오스만 제국의 대군을 상대로 승리를 거두었다. 이에 갈리스토 3세는 이를 기리기 위하여 8월 6일을 주님의 거룩한 변모 축일로 지정하였다.
갈리스토 3세는 잔 다르크의 이단 심의에 대한 재조사를 실시할 것을 지시하였으며, 그 결과 무혐의로 밝혀지자 그녀의 신원을 회복시켜 주었다.
갈리스토 3세는 그라이프스발트 대학교 설립을 승인하였다. 그라이프스발트 대학교는 1456년에 들어섰다.

## 노예 무역에 대한 교서
포르투갈은 탐사, 개척, 정복을 통해 확보한 북아프리카와 대서양 지역에 대한 독점적 무역권과 점령지에 대한 소유과 관리권한에 대한 교회의 인정과 지지를 교황청 요청했다. 1452년, 교황 니콜라오 5세는 칙령(Dum Diversas)을 통하여 사라센인과 이교도들을 공격하고 정복하여 점령할 수 있는 포르투갈의 권리를 인정했다. 또한 사라센인, 이교도, 비기독교인을 세습 노예화 할 수 있는 권리를 포르투갈의 아폰수 5세(1432~1481)에게 부여 하였다. 이는 레콩키스타와 북아프리카 원정중 생포된 포로들의 노예화에 대한 도덕적 정당성을 부여한 조치이며, 노예화는 경제적 이익을 위한 것이 아니라 이교도와 불신자를 줄이는 차원에서 실시할 경우에 종교적, 도덕적 정당성을 인정받을 수 있게 됨으로써 형식적이지만 정당성에 대한 명분을 지니게 되었다. 칙령의 내용은 1455년 로마누스 폰티펙스 칙령(이 또한 니콜라오 5세가 발표함)에서 재차 확인하였다. 이러한 교황의 칙령들은 차후에 노예 무역과 유럽의 식민지 활동에 대한 정당성을 부여하였다.

## 혜성 단죄 교서
1456년 출현한 핼리 혜성을 본 갈리스토 3세는 포위 공격하는 오스만 제국군에 맞서 싸우는 베오그라드의 기독교도 병사들에게 불길한 징조라고 생각하고 이 혜성을 파문하였다는 이야기가 있다. 이 이야기는 1475년 교황 갈리스토 3세의 사후 전기에 처음 등장하며 나중에 피에르시몽 라플라스에 의해 윤색되어 대중적으로 널리 알려지게 되었다. 그러나 오늘날 역사학계에서는 이 이야기가 실제로 있었던 일이었는지에 대해서는 매우 회의적인 입장이다. 왜냐하면 1456년 6월 29일 반포된 교황 칙서에는 갈리스토 3세가 십자군의 성공을 위해 모든 신자에게 기도를 바칠 것을 요청한 내용만 있을 뿐, 혜성에 대한 언급이 전혀 없기 때문이다. 또한, 오스만 제국군의 포위 공격이 끝난 8월 6일까지 핼리 혜성은 유럽과 오스만 제국 어느 쪽에도 나타난 적이 없었다.